# The French Dispatch
The French Dispatch of the Liberty, Kansas Evening Sun (conocida simplemente como The French Dispatch, y en español como la La crónica francesa) es una película de comedia dramática estadounidense de 2021 escrita y dirigida por Wes Anderson a partir de una historia escrita por Anderson, Roman Coppola, Hugo Guinness y Jason Schwartzman. La película sigue tres historias diferentes, mientras el despacho de noticias francés de un ficticio periódico de la ciudad de Kansas prepara su última edición.
La película está protagonizada por un reparto coral con Benicio del Toro, Adrien Brody,Tilda Swinton, Léa Seydoux, Frances McDormand, Timothée Chalamet, Lyna Khoudri, Jeffrey Wright, Mathieu Amalric, Stephen Park, Bill Murray y Owen Wilson. El elenco de reparto cuenta con algunos de los colaboradores recurrentes de Anderson, incluyendo a Liev Schreiber, Edward Norton, Willem Dafoe, Saoirse Ronan, Jason Schwartzman, y Anjelica Huston
La película tuvo su premier mundial en el Festival de cine de Cannes el 12 de julio de 2021 luego de un año de haber sido pospuesto su estreno original en el 2020 a causa de la Pandemia de COVID-19. Se estrenó en los cines de Estados Unidos el 22 de octubre de 2021 por Walt Disney Studios Motion Pictures a través de Searchlight Pictures.

## Sinopsis
La película ha sido descrita como «una carta de amor a los periodistas ambientada en un puesto de avanzada de un periódico estadounidense en una ciudad francesa ficticia del siglo XX», centrada en tres historias. Da vida a una colección de cuentos publicados en el epónimo El despacho francés, con sede en la ficticia ciudad francesa de Ennui-sur-Blasé. La película está inspirada en el amor de Anderson por The New Yorker, y algunos personajes y eventos de la película se basan en equivalentes de la vida real de la revista. Una de las tres historias se centra en las protestas de ocupación estudiantil de mayo del 68, inspirada en el artículo de dos partes de Mavis Gallant «Los eventos de mayo: un cuaderno de París». Otra historia, con el personaje de Adrien Brody de Julien Cadazio, está basada en «Los días de Duveen», un largometraje de seis partes de The New Yorker sobre el marchante de arte Lord Duveen.
Al hablar con la publicación francesa Charente Libre en abril de 2019, Anderson dijo:

«La historia no es fácil de explicar, [se trata de un] periodista estadounidense radicado en Francia [que] crea su revista. Es más un retrato de este hombre, de este periodista que lucha por escribir lo que quiere escribir. No es una película sobre la libertad de prensa, pero cuando hablas de reporteros también hablas de lo que pasa en el mundo real».

## Argumento
Arthur Howitzer Jr., editor del periódico The French Dispatch, muere repentinamente de un ataque al corazón. De acuerdo con los deseos expresados en su testamento, la publicación del periódico se suspende inmediatamente después de un último número de despedida, en el que se vuelven a publicar tres artículos de ediciones anteriores del periódico, junto con un obituario.
La obra maestra del hormigón - por J.K.L. Berensen
Moses Rosenthaler, un artista con trastornos mentales que cumple una pena de prisión por asesinato, pinta un retrato abstracto desnudo de Simone, una oficial de la prisión con quien desarrolla una relación floreciente. Julien Cadazio, un marchante de arte que también cumple una condena por evasión fiscal, es inmediatamente cautivado por el cuadro después de verlo en una exposición de arte de prisioneros, y lo compra a pesar de las protestas de Rosenthaler. Tras su liberación, convence a su familia de expositores de arte para que lo exhiban, y Rosenthaler pronto se convierte en una sensación en el mundo del arte, con sus pinturas en gran demanda. En privado, Rosenthaler lucha con la inspiración y se dedica a un proyecto a largo plazo.
Tres años más tarde, Cadazio y una multitud de artistas, enojados por la falta de más pinturas, sobornan a gente para visitar la prisión y obligar a Rosenthaler a inventar algo, y descubren que ha pintado una serie de frescos en la sala de la prisión. Enfurecido porque las pinturas son inamovibles de la prisión, Cadazio se involucra en un altercado físico con Rosenthaler, pero pronto llega a apreciar las pinturas por lo que son, y luego hace arreglos para que toda la habitación sea transportada en avión desde la prisión a un museo privado. Por sus acciones para detener un motín en la prisión que estalla durante la revelación de las pinturas, Rosenthaler es liberado en libertad condicional.
Revisiones de un Manifiesto - por Lucinda Krementz
Lucinda Krementz informa sobre una protesta estudiantil en las calles de Ennui que pronto se convierte en la "Revolución del tablero de ajedrez". A pesar de su insistencia en mantener la "integridad periodística", tiene un breve romance con Zeffirelli, un líder autodenominado de la revuelta, y en secreto lo ayuda a escribir su manifiesto. Unas semanas más tarde, Zeffirelli muere intentando reparar una pequeña torre de radio que funciona como una estación de radio pirata revolucionaria, y pronto una fotografía de su imagen se convierte en un símbolo del movimiento.
El comedor privado del comisionado de policía - por Roebuck Wright
Durante una entrevista televisiva, Roebuck Wright relata la historia de su asistencia a una cena privada con el comisario de la policía de Ennui, preparada por el legendario oficial de policía, el teniente Nescaffier. La cena se interrumpe cuando el hijo del comisario, Gigi, es secuestrado y retenido por delincuentes para pedir rescate. Después de una serie de interrogatorios, la policía descubre el escondite del secuestrador y comienza a vigilar.
Después de un tiroteo, Gigi logra escabullirse un mensaje en código Morse para "enviar al cocinero". El teniente Nescaffier es enviado al escondite de los secuestradores, aparentemente para proporcionarles comida a ellos y a Gigi, pero secretamente la comida está mezclada con veneno. Todos los criminales sucumben al veneno, junto con el teniente Nescaffier después de haber sido obligado a probarlo primero, pero un criminal escapa con Gigi y lleva a la policía a una persecución. Gigi logra escapar por el techo corredizo y se sube al coche de la policía.
En la oficina de Despacho francés, Howitzer le dice a Wright que vuelva a insertar un segmento en el que un teniente Nescaffier en recuperación le dice a Wright que el sabor del veneno no se parece a nada que haya comido antes.
En un epílogo, el personal del French Dispatch llora la muerte de Howitzer, pero se puso a trabajar en la elaboración de un número final para honrar su memoria.

## Reparto
- Frances McDormand como Lucinda Krementz, una periodista que perfila a los estudiantes revolucionarios.
- Benicio del Toro como Moses Rosenthaler, un artista encarcelado.
- Tilda Swinton como JKL Berensen, escritora y miembro del personal del Despacho Francés.
- Adrien Brody como Julien Cadazio, un marchante de arte, basado en Lord Duveen.
- Léa Seydoux como Simone, un guardia de la prisión y musa de Rosenthaler.
- Timothée Chalamet como Zeffirelli, un estudiante revolucionario; novio de Juliette.
- Lyna Khoudri como Juliette, una estudiante revolucionaria; novia de Zeffirelli.
- Jeffrey Wright como Roebuck Wright, un periodista gastronómico basado en una fusión del escritor James Baldwin y el periodista AJ Liebling.
- Saoirse Ronan como Primera corista.
- Alex Lawther como Morisot
- Mathieu Amalric como policía con un hijo secuestrado
- Steve Park como el teniente Nescafier, un chef y oficial de policía que resuelve un secuestro.
- Bill Murray como Arthur Howitzer Jr., editor de French Dispatch, basado en Harold Ross, cofundador de The New Yorker.
- Owen Wilson como Herbsaint Sazerac, escritor y miembro del personal del despacho francés, basado en Joseph Mitchell, escritor de The New Yorker.
- Liev Schreiber como el presentador del talk-show
- Elisabeth Moss como miembro del personal de despacho francés.
- Edward Norton como secuestrador
- Willem Dafoe como prisionero
- Lois Smith como Upshur Clampette, un coleccionista de arte.
- Christoph Waltz como Boris Schommers
- Cécile de France
- Guillaume Gallienne
- Jason Schwartzman como Hermes Jones, miembro del personal de despacho francés.
- Tony Revolori
- Rupert Friend
- Henry Winkler como uno de los «tíos socios comerciales» de Cadazio.
- Bob Balaban como uno de los «tíos socios comerciales» de Cadazio.
- Hippolyte Girardot
- Anjelica Huston

Fisher Stevens, Griffin Dunne y Wally Wolodarsky interpretarán a miembros del personal de The French Dispatch, mientras que Mohamed Belhadjine interpretará a Mitch Mitch, un estudiante revolucionario. Además, Denis Ménochet, Benjamin Lavernhe, Vincent Macaigne, Félix Moati y Anjelica Bette Fellini han sido elegidos para papeles no revelados.

## Producción

### Desarrollo
En agosto de 2018, se informó que Wes Anderson escribiría y dirigiría una película musical sin título ambientada en Francia, después de la Segunda Guerra Mundial. En noviembre de 2018, se anunció que Jeremy Dawson produciría la película, con Tilda Swinton y Mathieu Amalric protagonizando la película. Dawson también confirmó que la película no es un musical. Además, se rumoreaba que Natalie Portman, Brad Pitt y Léa Seydoux ocuparían papeles en la película. En diciembre de 2018, se anunció que Anderson escribiría y dirigiría la película, con Frances McDormand, Bill Murray, Timothée Chalamet, Benicio del Toro y Jeffrey Wright. Se confirmó que Seydoux protagonizaría la película junto a Swinton y Amalric, con Steven Rales produciendo bajo su estandarte Indian Paintbrush y distribuyendo Fox Searchlight Pictures.
Más tarde ese mes, Lois Smith y Saoirse Ronan se unieron al elenco. En enero de 2019, Owen Wilson, Adrien Brody, Henry Winkler, Willem Dafoe, Bob Balaban, Steve Park, Denis Ménochet, Lyna Khoudri, Alex Lawther, Vincent Macaigne, Vincent Lacoste, Félix Moati, Benjamin Lavernhe, Guillaume Gallienne y Cécile de France se unieron al elenco de la película. Robert Yeoman será el director de fotografía de la película. En febrero de 2019, se anunció que Wally Wolodarsky, Fisher Stevens, Griffin Dunne y Jason Schwartzman se habían unido al elenco de la película. En abril de 2019, Christoph Waltz, Rupert Friend y Elisabeth Moss se unieron al elenco de la película.
Kate Winslet fue elegida inicialmente, pero abandonó el proyecto para tener más tiempo de preparación para su próximo papel en Ammonite.

### Filmación
La fotografía principal comenzó en noviembre de 2018, en la ciudad de Angulema (suroeste de Francia) y concluyó en marzo de 2019. Murray, que tiene un pequeño papel en la película, grabó sus escenas en el transcurso de dos días.

### Publicidad
El cartel de la película, dibujado por Javi Aznárez, fue revelado el 11 de febrero de 2020. El primer avance se estrenó al día siguiente, el 12 de febrero.. El dibujante barcelonés comentó por aquel entonces que inicialmente le contrataron "para realizar ocho ilustraciones para los posters pero acabó trabajando tres años en el proyecto". 

## Estreno
En septiembre de 2019, Searchlight Pictures adquirió los derechos de distribución de la película. Estaba programado para estrenarse en el Festival de Cine de Cannes el 12 de mayo de 2020 y obtener un lanzamiento amplio el 24 de julio, pero debido a la pandemia de COVID-19, el festival se canceló y la película se retiró de la programación el 3 de abril de 2020. La película se reprogramó para su estreno el 16 de octubre de 2020, antes de ser retirada de la programación nuevamente el 23 de julio de 2020.
Finalmente, tuvo su premier mundial en el Festival de cine de Cannes el 12 de julio de 2021 luego de un año de haber sido pospuesto su estreno original en el 2020 a causa de la Pandemia de COVID-19.
Su estreno se programó en los cines de Estados Unidos el 22 de octubre de 2021 a través de Searchlight Pictures.